# Molineriella minuta
Molineriella minuta é uma espécie de planta com flor pertencente à família Poaceae. 
A autoridade científica da espécie é (L.) Rouy, tendo sido publicada em Flore de France 14: 102. 1913.

## Portugal
Trata-se de uma espécie presente no território português, nomeadamente os seguintes táxones infraespecíficos:
- Molineriella minuta subsp. australis - presente em Portugal Continental. Em termos de naturalidade é nativa da região atrás referida. Não se encontra protegida por legislação portuguesa ou da Comunidade Europeia.
- Molineriella minuta subsp. minuta - presente em Portugal Continental. Em termos de naturalidade é nativa da região atrás referida. Não se encontra protegida por legislação portuguesa ou da Comunidade Europeia.